# Gazi Isa-begova medresa u Novom Pazaru
Gazi Isa-begova medresa u Novom Pazaru je odgojno-obrazovna institucija u Sandžaku koja djeluje na području Srbije.
Diploma Medrese svrstana je u rang diploma bosanskohercegovačkih medresa i priznata u svim islamskim zemljama. U skladu s tim, nakon četvorogodišnjeg školovanja u medresi, učenici mogu nastaviti školovanje na raznim svjetskim sveučilištima. 

## Povijest
Na području Sandžaka, osmanski putopisac Evlija Čelebi bilježi u toku 1661. godine 11 medresa, od toga pet u Novom Pazaru. Evlija Čelebi je među njima zabilježio i postojanje Sinan-begove medrese koja datira iz 15. stoljeću, a koja u potonjim vremenima mijenja naziv u medresu Gazi Isa-beg, po osnivaču Novog Pazara i Sarajeva, velikom vakifu Isa-begu Ishakoviću.
Prva polovina 20. stoljeća bilježi, kolovoza 1946. godine, potpuni prestanak rada Gazi Isa-begove medrese. 
"Padom komunizma 90-tih godina, rađa se nova nada buđenja islamskog preporoda. 21. lipnja 1990. godine održan je seminar imama s područja Sandžaka, na kome je iniciran prijedlog o pokretanju inicijative za otvaranje Medrese u Novom Pazaru. Po milosti Božijoj, 17. rujna iste godine zvono za čas oglasilo je novi početak rada Gazi Isa-beg medrese.“ 
Kao izraz poštovanja i uvažavanja svih prava koja žena u islamu uživa, 1996. godine počela je s radom Ženska medresa u Novom Pazaru, a 2001. godine prvim školskim zvonom oglasila se i Ženska medresa u Rožaju. Godine 2014. otvoren je i Odjel medrese u Preševu, a 2020. i u Tutinu. Danas ovu odgojno-obrazovnu ustanovu u Novom Pazaru, s odjelima u Rožajama, Preševu i Tutinu pohađa 521 učenik i učenica, dok je od upisanih 3489 đaka do sada diplomiralo 1424 njenih svršenika.

## Vanjske povezice
- Gazi Isa-begova medresa